# Tranh luận Shapley–Curtis

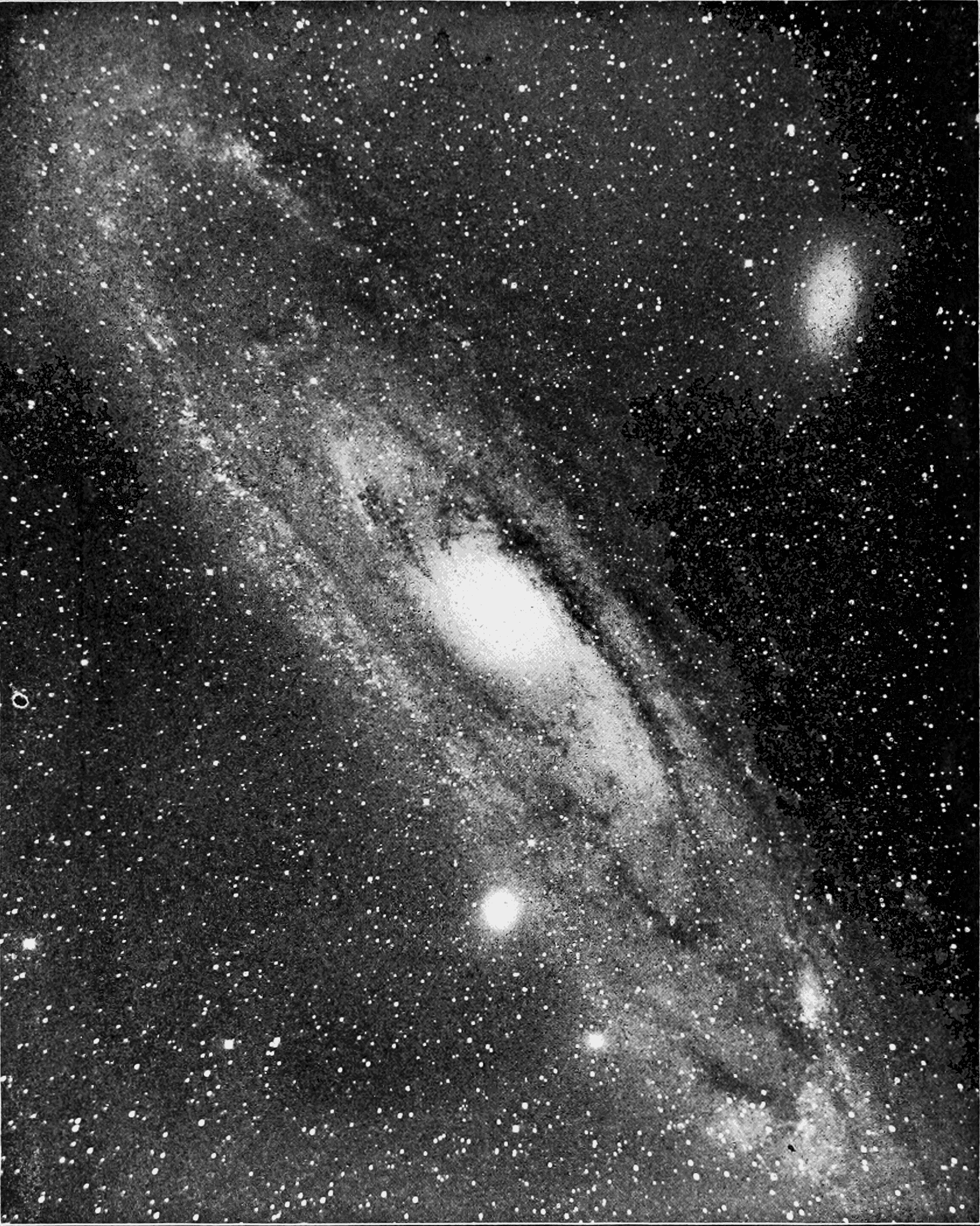
"Tinh vân Xoắn ốc Lớn" trong chòm sao Tiên Nữ (ảnh chụp năm 1902). Cuộc Tranh luận lớn bàn về liệu đây thực sự là một đám mây khí và bụi hay là một thiên hà khác ở rất xa.

Tranh luận Shapley–Curtis hay còn được biết đến là Tranh luận lớn (Great Debate) trong lịch sử thiên văn học đã diễn ra vào ngày 26 tháng 4 năm 1920 tại Viện bảo tàng Lịch sử Tự nhiên Smithsonian, giữa hai nhà thiên văn Harlow Shapley và Heber Curtis. Nó xoay quanh bản chất của cái gọi là "tinh vân xoắn ốc" và quy mô của vũ trụ. Shapley tin rằng những tinh vân này là tương đối nhỏ và chỉ nằm trong vùng rìa của thiên hà dải Ngân Hà (lúc bấy giờ được coi là toàn bộ vũ trụ), trong khi Curtis giữ quan điểm rằng chúng thực sự là những thiên hà độc lập khác, nghĩa là chúng cực kỳ lớn và ở rất xa.
Hai nhà khoa học đã trước hết trình bày độc lập về các tài liệu nghiên cứu của họ về "quy mô của Vũ trụ" vào buổi ngày và sau đó tham gia vào cuộc thảo luận chung vào tối hôm đó. Phần nhiều thông tin được biết về cuộc Tranh luận lớn bắt nguồn từ hai bài báo xuất bản bởi Shapley và bởi Curtis trong số tháng 5 năm 1921 của Bản tin của Hội đồng Nghiên cứu Quốc gia (Bulletin of the National Research Council). Mỗi bài báo trên bao gồm các lập luận phản bác quan điểm đưa ra bởi nhà khoa học bên đối phương tại cuộc thảo luận năm 1920.
Sau cuộc tranh luận công khai này, các nhà khoa học đã có thể xác thực mỗi bằng chứng từ cả hai nhà thiên văn, nhưng về điểm chính về sự tồn tại của các thiên hà khác, Curtis đã được chứng minh là đúng.

## Các lập luận
Shapley lập luận ủng hộ quan điểm rằng dải Ngân Hà là thiên hà duy nhất và là toàn bộ vũ trụ. Ông tin rằng các "tinh vân xoắn ốc" như tinh vân Tiên Nữ (Andromeda) chỉ đơn giản là một phần của dải Ngân Hà. Để củng cố khẳng định này, ông ta dẫn ra các kích thước tương đối, rằng nếu tinh vân Andromeda không thuộc dải Ngân Hà thì khoảng cách của nó phải ở bậc độ lớn 108 năm ánh sáng—một khoảng cách mà phần lớn các nhà thiên văn đương thời không chấp nhận. Adriaan van Maanen, một nhà thiên văn nổi tiếng thời bấy giờ, cũng đã cung cấp bằng chứng ủng hộ lập luận của Shapley. Van Maanen khẳng định rằng ông đã quan sát sự quay của thiên hà Chong chóng; và nếu thiên hà Chong Chóng thực sự là một thiên hà riêng biệt và có thể được quan sát quay trên quy mô thời gian nhiều năm thì tốc độ quỹ đạo của nó sẽ phải cực kỳ lớn và do đó sẽ vi phạm tốc độ giới hạn của vũ trụ, tức là tốc độ ánh sáng. Shapley cũng chứng minh khẳng định của mình với quan sát của một tân tinh trong "tinh vân" Andromeda đã trở nên sáng hơn toàn bộ tinh vân trong thời gian ngắn, tạo ra một sản lượng năng lượng không thể đạt được nếu Andromeda mà thực sự là một thiên hà riêng biệt.
Curtis, mặt khác cho rằng Andromeda và những "tinh vân" khác như vậy thực ra là các thiên hà riêng biệt, hay các "ốc đảo vũ trụ" (một thuật ngữ được đặt ra vào thế kỷ 18 bởi triết gia Immanuel Kant, người cũng tin rằng các "tinh vân xoắn ốc" nằm ngoài Ngân Hà). Ông ta cho thấy rằng có nhiều tân tinh trong Andromeda hơn là trong dải Ngân Hà. Từ đó, ông có thể hỏi tại sao lại có nhiều tân tinh hơn trong một khu vực nhỏ của thiên hà hơn là những khu vực khác, nếu Andromeda không phải là một thiên hà riêng biệt mà chỉ đơn giản là một tinh vân thuộc thiên hà của Trái Đất. Điều này dẫn đến ủng hộ lập luận rằng Andromeda là một thiên hà riêng biệt với số tuổi và tỉ lệ xảy ra tân tinh đặc trưng của riêng nó. Curtis cũng ghi chú rằng vận tốc xuyên tâm lớn của các tinh vân xoắn ốc dẫn đến rằng chúng không thể bị ràng buộc hấp dẫn với Ngân Hà trong một vũ trụ mô hình Kapteyn. Ngoài ra, ông cũng chỉ ra các dải tối có mặt trong các thiên hà khác trông giống những đám mây bụi được tìm thấy trong thiên hà của Trái Đất chúng ta, giải thích sự xuất hiện của vùng che khuất.
Curtis khẳng định rằng nếu quan sát của van Maanen về sự quay của thiên hà Chong chóng là chính xác, thì chính ông sẽ thừa nhận sai về quy mô của vũ trụ và dải Ngân Hà sẽ bao quanh toàn bộ vũ trụ.

## Sau cuộc tranh luận
Vào những năm sau đó của thập niên 1920, Edwin Hubble đã cho thấy rằng Andromeda thực sự ở rất xa và nằm ngoài dải Ngân Hà bằng cách đo các sao biến quang Cepheid, chứng minh rằng quan điểm của Curtis là đúng. Ngày nay chúng ta đã biết rằng dải Ngân Hà thực ra chỉ là một trong số ước tính chừng 200 tỉ (2×1011) tới 2 nghìn tỉ (2×1012) hoặc hơn các thiên hà trong vũ trụ quan sát được, chứng tỏ rằng Curtis là phe chính xác hơn trong cuộc tranh luận. Ngoài ra, đa số các nhà thiên văn học bây giờ chấp nhận rằng tân tinh mà Shapley đã đề cập đến trong lập luận của ông ta thực chất là một siêu tân tinh, và chúng thực sự có thể bức xạ sáng hơn công suất tổng cộng của toàn bộ một thiên hà. Về những điểm khác của tranh luận, các kết quả là trung lập (chẳng hạn kích thước của dải Ngân Hà trên thực tế là nằm giữa hai giá trị kích cỡ mà Shapley và Curtis đã đề xuất), hoặc nghiêng về phía Shapley (Mặt Trời của chúng ta nằm gần trung tâm của Ngân Hà trong mô hình của Curtis, trong khi đó Shapley đã đặt chính xác vị trí của Mặt Trời tại vùng phía xa hơn của Ngân Hà).
Sau này các quan sát của van Maanen đã trở nên rõ ràng là không chính xác, bởi trên thực tế ta không thể quan sát và nhận thấy được thiên hà Chong Chóng quay trong khoảng thời gian tuổi thọ của con người.

## Những Tranh luận lớn khác
Hình thức của cuộc Tranh luận lớn sau này đã được sử dụng để thảo luận về bản chất của các vấn đề quan trọng trong thiên văn học. Để ghi nhớ cuộc "Tranh luận lớn" lần đầu tiên, viện Smithsonian đã tổ chức thêm bốn sự kiện nữa.